# Лидинге
Лидинге (швед. Lidingö) град је у Шведској, у крајње источном делу државе. Град је у оквиру Стокхолмског округа, је значајно предграђе града Стокхолма. Лидинге је истовремено и седиште истоимене општине.

## Природни услови
Град Лидинге се налази у крајње источном делу Шведске и Скандинавског полуострва. Од главног града државе, Стокхолма, град је удаљен 8 км североисточно.
Лидинге се развило у области источног Вестманланда. Градско подручје је, заправо, једно од већих острва у Стокхолмском архипелагу, чије обале запљускује Балтичко море. Острвом је повезано са копном Лидиншким мостом. Тло је равничарско до бреговито. Надморска висина града је 0-40 м.

## Историја
Подручје Лидингеа било насељено још у време средњег века. С до почетка 20. века то је село без већег значаја. Тада је почео развој насеља у предграђе вила за богате становнике оближњег Стокхолма.
После Другог светског рата управа града Стокхолма је пар деценија спроводила јак и брз развој предграђа у циљу растерећења самог града. Тако је настао и данашњи Лидинге, који својом величином спада у највећа предграђа.

## Становништво
Упландс Лидинге је данас насеље средње величине за шведске услове. Град има око 32.000 становника (податак из 2010. г.), а градско подручје, тј. истоимена општина има око 44.000 становника (податак из 2012. г.). Последњих деценија број становника у граду расте.
До средине 20. века Лидинге су насељавали искључиво етнички Швеђани. Међутим, са јачањем усељавања у Шведску, становништво града је веома шаролико.
Општина Лидинге је позната као стециште богатог становништва.

## Збирка слика
- Средиште Лидингеа
- Главна градска црква
- Здање општине Лидинге
- Једна од бројних старих вила